# Sarah Pochin
Sarah Joanne Pochin-Hyde (juni 1969) is een Brits politica namens Reform UK en sinds 6 mei 2025 parlementslid voor de kiesdistricten Runcorn en Helsby.
Ze was voorheen lid van de Conservatieve Partij en namens die partij raadslid. Na een breuk verliet ze de partij en sloot zich aan bij Reform UK. Sinds 1 mei 2025 is zij recordhouder voor de kleinste overwinning voor een parlementszetel in de moderne Britse tussentijdse verkiezingsgeschiedenis. Ze heeft de 14.700 stemmen tellende meerderheid van Labour bij de algemene verkiezingen van 2024 met slechts zes stemmen verslagen.

## Vroege leven en carrière
Ze werd geboren in 1969, en volgde van 1980 tot 1987 onderwijs aan de Haberdashers' Monmouth School for Girls, een internaat en privé dagschool. Daarna studeerde ze financiën aan Loughborough University, waar ze in 1991 afstudeerde met een BSc.
Pochin woont al meer dan 30 jaar in Cheshire. Ze was vrederechter en werkte voor Shell plc en Novar plc, en later in de doe-het-zelfsector.

## Politieke carrière

### Conservatieven
Pochin werd bij de gemeenteraadsverkiezingen van 2015 gekozen tot gemeenteraadslid in Cheshire East namens de Conservatieve Partij, waar zij de wijken Willaston en Rope vertegenwoordigde nadat ze de zetel had gewonnen van Brian Silvester van UKIP, die geplaagd werd door schandalen. Bij de gemeenteraadsverkiezingen van 2019 stelde Pochin zich kandidaat voor de wijk Bunbury, waar ze werd herkozen. Pochin was parlementskandidaat voor de Conservatieve Partij in het kiesdistrict Boltn South East tijdens de Lagerhuisverkiezingen van 2017. Ze werd verslagen door de zittende Labour-parlementslid Yasmin Qureshi.
In maart 2020 ontstond er een breuk tussen Pochin en haar conservatieve collega's in de gemeenteraad toen zij de functie van burgemeester van Cheshire East aanvaardde, een rol die haar werd aangeboden door de regerende Labour college. Deze beslissing leidde tot haar schorsing en vervolgens haar verwijdering uit de Conservatieve Fractie in de raad, omdat dit werd gezien als een schending van de partijregels. Pochin ging als onafhankelijk lid verder en aanvaarde de rol van burgemeester van Cheshire East alsnog. Oorspronkelijk was ze voorbestemd om burgemeester te worden in het gemeentejaar 2020/21, maar ze nam de rol in plaats daarvan pas in het politieke seizoen van 2021/22 op zich vanwege de COVID-19-pandemie, waardoor de geplande beëdigingsceremonie werd uitgesteld.

### Reform UK
Pochin werd aangekondigd als kandidaat namens Reform UK voor de tussentijdse parlementsverkiezingen in het kiesdistrict Runcorn en Helsby op 1 mei 2025, die werden ontketend nadat Labour parlementslid Mike Amesbury was afgetreden na een veroordeling voor mishandeling na een fysieke confrontatie met een kiezer.
Ze versloeg Karen Shore, kandidaat namens de Labour Party, waardoor de meerderheid van 14.700 stemmen die Labour nog geen tien maanden eerder bij de Britse lagerhuisverkiezingen had behaald, met zes stemmen werd vernietigd. Dit was de kleinste meerderheid bij een tussentijdse parlementsverkiezing in de moderne Britse geschiedenis ooit behaald. De overwinning kwam te midden van een toename van de steun voor Reform UK bij de lokale verkiezingen die op dezelfde dag in het hele land werden gehouden en die werden gezien als een belangrijke test voor de populariteit van de regering-Starmer. Zij is het eerste niet-Labour-parlementslid in meer dan vijftig jaar die namens Runcorn is gekozen.
Pochin hield haar eerste toespraak op 12 mei 2025, tijdens een debat over de wet inzake grensbeveiliging, asiel en immigratie . Ze begon haar speech met de woorden "Ik ben zeer verheugd dat mijn collega's zich uit de kroeg hebben gesleept om zich bij mij aan te sluiten voor mijn eerste toespraak" en vervolgde met te zeggen dat ze haar toespraak ongebruikelijk vroeg hield, omdat "de wet belangrijk is omdat hij zo relevant is voor waar ik in geloof. Er wonen meer dan 900 illegale immigranten – voor zover wij weten – in Runcorn." Ze beschreef haar kiesdistrict als een gebied met "prachtige, groene dorpen en woonwijken die strijden tegen drugscriminaliteit en asociaal gedrag" en "veel fantastische bedrijven in het kiesdistrict, variërend van de chemische industrie en de landbouwsector tot het wetenschapspark".
Op 4 juni 2025 pleite ze tijdens het vragenuur voor een verbod op het dragen van boerka's. Dit was tegen het beleid van de partij en zorgde onder andere voor het aftreden van partijvoorzitter Zia Yusuf, die twee dagen later zich weer bij de partij aansloot in een andere rol. Later werd het standpunt van de partij gewijzigd naar een algemeen verbod voor gezicht bedenkende kleding.

## Persoonlijk leven
Pochin is getrouwd met zakenman Jonathan Pochin en heeft twee zonen.